# 铅径
铅径（英語：Gauge）是度量霰弹枪枪膛膛径的单位。铅径是直径为所测枪膛径的铅制球体的以磅为单位的质量的倒数，也就是一磅的铅可制造的直径为所测枪膛径的球体的个数。例如，一个1/12磅的铅球的直径对应一把12铅径的枪的膛径。因此一把枪的铅径越小，其膛径越大。